# Геркус Мантас (фільм)
«Геркус Мантас» (лит. «Herkus Mantas») — литовський радянський художній кінофільм 1972 року режисера  Маріонаса Гедріса.

## Сюжет
Історична драма «Геркус Мантас» присвячений пам'яті знищеного Тевтонським Орденом пруського народу.
Дія відбувається в XIII столітті. В основі сюжету — трагічна доля вождя прусів-натангів Геркуса Мантаса, який очолив національно-визвольне повстання пруських племен проти Тевтонського Ордену. Взятий в дитинстві в заручники поневолювачами-хрестоносцями, вихований в католицькій вірі, що заслужив лицарський плащ і прийняв німецьке ім'я Генріха Монте, він жертвує всім заради незалежності свого народу.

## У ролях
- Антанас Шурна —  Геркус Мантас, батько Геркуса Мантаса — вожді прусів  (дублював Юрій Пузирьов)
- Еугенія Плешкіте —  Котріна
- Альгімантас Масюліс —  Саміліс
- Стасіс Петронайтіс —  Кольтіс
- Пранас Пяулокас —  Ауктума
- Альгімантас Вошчікас —  Глапас
- Олександр Вокач —  Гірхальс
- Гедімінас Гірдвайніс —  Йоган
- Вітаутас Паукште —  Єпископ
- Гедімінас Карка —  Алепсіс
- Дануте Кріштопайтіте —  Княжна
- Вікторас Шінкарюкас —  Вісгауда
- Леонардас Зельчюс —  полонений хрестоносець
- Гражина Блінайте-Кярнагене —  епізод  (в титрах Г. Кярнагене)
- Гедімінас Пранцкунас —  епізод

## Знімальна група
- Режисер: Маріонас Гедріс
- Сценарист: Саулюс Шальтяніс
- Оператор: Іонас Томашявічус
- Художник: Альгірдас Нічюс
- Композитор: Гедрюс Купрявічюс